# Mandukhai Khatun
Mandukhai Khatun (1449 circa – 1510 circa) fu l'Imperatrice della Mongolia e fu responsabile della riunione dei Mongoli con l'aiuto del marito Batumöngke Dayan Khan.

## Biografia
Mandukhai fu l'unica figlia di Chororsbasi-Temur, chingsang (gran consigliere) degli Onguti nella Mongolia orientale. All'età di sedici anni, Mandukhai si sposò con Manduul Khan, sovrano dell'impero mongolo dal 1473–1479. Mandukhai inizio a prendere la precedenza su Yeke Qabar-tu, la prima moglie del Khan, senza figli. Stando a molte fonti, Manduul Khan non aveva figli, ma vi sono due nomi a volte menzionati come figlie di Mandukhai. In base alle loro età, è possibile che fossero parenti di Manduul Khan, e non figlie, e fossero state adottate da Mandukhai.
Tra il 1478 e il 1479, Manduul Khan morì in circostanze ignote. Siccome non lasciò eredi, molti principi mongoli lottarono per diventare il prossimo Khan. La di lui prima moglie Yeke Qabar-tu, sparì dalla circolazione, e il suo destino rimase ignoto.
Mandukhai, rivelatasi, adottò Batumunkh, figlio di Bayan Mongkhe Jonon, diretto discendente di Genghis Khan e parte degli Altan Urug, uccisi da Esmel (Ismail). Siccome Batumunkh, ora un orfano di sette anni, era l'ultimo discendente vivente di Genghis Khan, Mandukhai lo fece proclamare Dayan Khan, e rifiutò l'offerta di matrimonio del potente nobile Unubold, discendente di Khasar, fratello di Genghis; quest'ultimo, però, rimase fedele a Mandukhai e al Khan bambino.
Adesso che si trovava al comando dei Mongoli, la prima cosa che fece Mandukhai fu dichiarare guerra agli Oirati, che sconfisse. Questo portò grande reputazione ai Borjigin, e unì la Mongolia per la prima volta in cento anni. Secondo le Cronache Gialle degli Oirati, che rappresenta la storia della tribù, Mandukhai impose loro queste leggi simboliche in segno di dominio su di loro:
- Gli Oirat non indosseranno elmi con creste lunghe più di due dita
- Non tratteranno il loro ger, o yurt, come un ordon, ovvero un palazzo
- Dovranno inchinarsi in presenza di un Khan

Le Cronache Gialle dicono anche che agli Oirati fu proibito di mangiare carni con i coltelli dopo la conquista di Mandukhai. L'antropologo Jack Weatherford considerò questo tabù improbabile per divenire una legge, e suggerì piuttosto che, dopo la conquista, Mandukhai avesse confiscato loro le armi, inclusi i loro coltelli; sarebbero costretti in ogni caso a strapparsi la carne con i denti finché non fu permesso di prendere di nuovo le loro armi e i loro coltelli
Quando Batumunkh raggiunse i 19 anni, Mandukhai sposò Dayan Khan e mantenne il controllo sui Mongoli. Gli Oirati si ribellarono di nuovo e guidarono incursioni sulla Mongolia orientale. Guidando il suo esercito contro di loro, e vestita di tutto punto, Mandukhai sconfisse numerosi eserciti Ming e combatté persino mentre era incinta di due gemelli, che diede alla luce durante una lunga e dura battaglia. Alla fine, i Mongoli occidentali furono di nuovo sottomessi.
Dal 1480, Dayan Khan e Mandukhai incrementarono la loro pressione sui Ming, colpevoli di aver chiuso i commerci con loro e, peggio ancora, aver ucciso una spedizione commerciale mongola. Per contenere la Khatun, i Ming espansero subito la Grande Muraglia. La Khatun, intanto, rioccupò l'area di Ordos e vi stazionò delle truppe per tener d'occhio i cinesi, a capo delle quali fu posto Dayan Khan agli Otto Yurt Bianchi; non durò però a lungo, in quanto dovettero fuggire dai cinesi, ma questo non lo fermò dal guidare incursioni contro di loro.
Mandukhai morì nel 1510 circa, secondo molte fonti credibili di cause naturali. Alcune leggende, però, dicono che fu uccisa da un agente dei Ming o da una concubina del marito; per questo primo caso, il film Queen Mandukhai the Wise (Мандухай сэцэн хатан) del 1987 termina con lei che viene uccisa dal generale Esmel, una spia Ming che avrebbe attaccato e conquistato i Mongoli.
Nessuna di queste storie, però, è testimoniata da fonti credibili. Così come Genghis Khan e altri Gran Khan, sembra che la sua tomba non sia stata mai trovata.

## Famiglia
Mandukhai sposò Manduul Khan e Dayan Khan. 
1. Manduul Khan
  1. Figlia ignota
  2. Figlia ignota
2. Dayan Khan
  1. Ulusbold
  2. Turbolad
  3. Barsubolad
  4. Arusbolad
  5. Alchubolad
  6. Ochirbolad
  7. Albolad
  8. Töröltu